# Jozef Béreš
Jozef Béreš (fils), né le 4 octobre 1984, est un pilote de rallye slovaque.

## Biographie
Il court dans cette discipline depuis 2002 (Seat Ibiza alors).
En 2007, il participe au Tour de Corse, épreuve encore inscrite au WRC, se classant 2e en J-WRC (et 18e au général), et finissant 4e de ce championnat.
Son père, Jozef Béreš Sr. court également en rallye depuis 1981. Il a remporté le championnat de Slovaquie en 1995, terminant vice-champion en 1998. En 2009 (à 50 ans) il remporte encore le rallye Lubenik du championnat national.

## Palmarès (au 31/11/2013)

### Titres
- Vainqueur de la Coupe d'Europe FIA des rallyes d'Europe de l'est: 2005, copilote  Petr Starý sur Subaru Impreza STi;
- Quadruple champion de Slovaquie: 2005, 2008, 2009 et 2010;
- Double champion de Slovaquie du Groupe N4: 2005 et 2008;
  - Vice-champion de Slovaquie des rallyes, en 2006;
  - 3e du championnat de Slovaquie, en 2003;

### Championnat de Slovaquie
- Rally Hurbanovo: 2003;
- Rallye Prešov: 2005, 2009, 2011;
- Rally Banská Bystrica: 2005;
- Rallye Nitra: 2005;
- Rallye Proprad: 2007;
- Rallye Eger (en Hongrie): 2008 (5e), 2009 (6e), 2011 (vainqueur);
- Rallye Rožňava: 2008;
- Rallye Košice (en Pologne): 2008, 2009, 2010 (2e), 2011;
- Rallye Slušovice: 2009;
- Rallye Lubeník (en Pologne): 2010;
- Rallye Tríbeč: 2012;

## Autre victoire
- Rallye Szilveszter (championnat de Hongrie): 2012.